# Rheinböllen
Rheinböllen település Németországban, Rajna-vidék-Pfalz tartományban. Lakosainak száma 4366 fő (2023. december 31.).

## Népesség
A település népességének változása:
| Lakosok száma | 2567 | 4107 | 4123 | 4150 | 4249 | 4366 |
|               | 1975 | 2017 | 2019 | 2021 | 2022 | 2023 |